# Polivinilpirrolidona
A polivinilpirrolidona (PVP, PNVP; também referida como povidona ou pelo nome comercial Betadine) é um polímero solúvel em água formado por múltiplas cadeias  de  vinilpirrolidonas.

## Propriedades
O PVP é solúvel em água e outros solventes polares. Em água ele tem a útil propriedade da viscosidade Newtoniana, por ser um polímero capaz de interações intermoleculares, mesmo em soluções aquosas diluídas a diferentes temperaturas, devido interações intramoleculares das próprias cadeias de PVP serem mais fortes que as interações
PVP-água através de ligações de hidrogênio. Também forma ligações de hidrogênio com as moléculas de água. Quando seco ele é um pó levemente floculento, o qual absorve até 18% de seu peso em umidade do ar. Em solução, ele apresenta excelentes propriedades de umidificação e facilmente forma filmes (películas). Isto o faz bom como revestimento ou aditivo à revestimentos.

## Aplicações
O monômero é carcinogênico e é extremamente tóxico para a vida aquática; mas seu polímero (o PVP) em estado puro é completamente inofensivo. Não só é inócuo, como também é empregado como expansor do plasma sanguíneo em vítimas traumatológicas desde a metade do século XX.
É usado como um veículo em muitos tabletes farmacêuticos; sendo completamente inerte em humanos, ele simplesmente passa através do corpo quando administrado oralmente. PVP adicionado ao iodo forma um complexo (povidone-iodo) que possui propriedades desinfetantes. Este composto está contido em vários produtos como soluções, pomadas, pessários, sabões líquidos e esponjas cirúrgicas.
PVP liga-se a moléculas polares excepcionalmente bem, devido a sua própria polaridade. Isto conduziu a sua aplicação nos revestimentos para papéis e transparências de inkjet (jato de tinta) de qualidade fotográfica, assim como em tintas para impressoras  de inkjet.
PVP é também usada em produtos de higiene e cosmética, tais como xampus e pasta de dentes, em tintas, e adesivos que você tem que umedecer, como os antigos selo postais e envelopes. Também tem sido usado em soluções para lentes de contato e soluções para têmpera de aço. PVP é a base das primeiras fórmulas para sprays e géis fixadores de cabelo, e continua ainda a ser um componente de alguns.